# Tau Aurigae
Tau Aurigae (τ Aur / 29 Aurigae / HD 38656) es una estrella en la constelación de Auriga, el cochero, de magnitud aparente +4,52.
Tau Aurigae es una gigante amarillo-naranja de tipo espectral G8III con una temperatura superficial de 4770 K. Es una de las muchas estrellas que, con temperatura y luminosidad similares, fusionan helio en su núcleo. Su luminosidad es 79 veces mayor que la del Sol y su radio, 13,8 veces más grande que el radio solar, no es especialmente grande para una gigante.
Tiene una metalicidad —abundancia relativa de elementos más pesados que el helio— mitad que la de nuestro Sol.
Con una masa de 2,5 masas solares, comenzó su vida hace unos 700 millones de años como una estrella blanca de la secuencia principal.
Separada 27 minutos de arco de la vecina ν Aurigae, las dos estrellas están aproximadamente a la misma distancia de la Tierra, unos 213 años luz. Sin embargo, la separación real entre ellas, 3 años luz, descarta que formen un verdadero sistema binario. Sus movimientos en direcciones opuestas indican que simplemente están pasando una junto a la otra. Por otra parte, existen dos estrellas tenues de magnitud 12, a 41 y 51 segundos de arco respectivamente, que sí parecen estar físicamente relacionadas con Tau Aurigae.